# Румянцев, Алексей Фёдорович
Алексей Федорович Румянцев (19 октября 1919, село Старое, теперь Фировского района Тверской области — 29 апреля 2008, Москва) — советский деятель, экономист, журналист, главный редактор «Экономической газеты». Член Центральной Ревизионной комиссии КПСС в 1966—1986 годах. Профессор (1967).

## Биография
Трудовую деятельность начал в 1937 году техником по ремонту энергооборудования Ленинградской гидроэлектростанции (ГЭС).
В 1939 году окончил Ленинградский энергетический техникум.
В 1939—1942 годах — конструктор, групповой инженер, заместитель начальника электроцеха Бюро по сооружению передвижных электростанций в Ленинграде и Томске.
Член ВКП(б) с 1940 года.
В 1942—1943 годах — начальник электроцеха строительства Барнаульского котельного завода, начальник участка передвижных электростанций, заместитель начальника монтажного цеха завода Челябинска.
В 1943—1944 годах — старший инженер отдела передвижной энергетики Народного комиссариата электростанций СССР.
В 1945—1948 годах — слушатель Высшей партийной школы при ЦК ВКП(б).
В 1948—1965 годах — заместитель руководителя, руководитель кафедры советской экономики Высшей партийной школы при ЦК ВКП(б) (КПСС).
В августе 1965 — декабре 1985 года — главный редактор «Экономической газеты».
Одновременно в 1967—1969 годах — руководитель кафедры советской экономики Высшей партийной школы при ЦК КПСС.
С 1986 года — профессор кафедры теории и практики государственного регулирования экономики народного хозяйства Академии общественных наук при ЦК КПСС.
Автор многочисленных учебников, учебных пособий и научных статей по экономике промышленности и строительства, управления и планирования, эффективности производства, статистики и анализа хозяйственной деятельности.
Умер 29 апреля 2008 года. Похоронен на Хованском кладбище в Москве (Крематорий, участок 4).
Сын — Алексей (р. 1948), будучи студентом МГУ, создал в вузе в 1968—1969 гг. кружок из 3 человек под названием «Сталин» и распространял листовки о коррупции в советском руководстве, был арестован, согласно определению Мосгосуда от 25 апреля 1969 года освобождён от уголовной ответственности и направлен на принудительное лечение в спецпсихбольницу.

## Награды и звания
- орден Ленина
- орден Трудового Красного Знамени
- орден «Знак Почёта»
- медаль «За доблестный труд. В ознаменование 100-летия со дня рождения Владимира Ильича Ленина»
- медали